# Rurik (Schiff, 1908)
Die Rurik (Рюрик) war ein Panzerkreuzer, der 1906 bei Vickers in Barrow-in-Furness für die Kaiserlich Russische Marine gebaut wurde. Das Schiff war nach dem sagenhaften Waräger-Fürsten und ersten Zaren Russlands Rjurik benannt. Der Name stand aber auch in der Tradition des 1895 in Dienst gestellten Panzerkreuzers Rurik, der im Russisch-Japanischen Krieg 1904 im Seegefecht bei Ulsan versenkt wurde.

## Geschichte
Der Entwurf stammte vom Chefkonstrukteur von Vickers, Eustace Tennyson d’Eyncourt, der das Schiff nach russischen Vorstellungen konstruierte. Ausschlaggebend für den Bau waren die starken Verluste im Russisch-Japanischen Krieg, die Russland von Platz 3 der damaligen Seemächte auf den 6. Platz zurückfallen ließ. Um dies zu kompensieren, wurde ein umfangreiches maritimes Rüstungsprogramm beschlossen, wozu auch der Bau von Schiffen auf ausländischen Werften gehörte.
Die Rurik war, was Anzahl und Kaliber der Hauptartillerie betraf, einer der am schwersten bewaffneten Panzerkreuzer, die jemals gebaut wurden. Die Panzerung entsprach dagegen den damals üblichen Werten; d. h. der Zitadellpanzer war 152 mm und die Decks waren bis zu 76 mm dick. Der Kreuzer war langsamer als die meisten seiner Zeitgenossen und nur wenig schneller als die meisten Einheitslinienschiffe der Vor-Dreadnought-Ära mit ihrer Standardgeschwindigkeit von 18 Knoten. Mit dem Erscheinen der neuen Großkampfschiffgeneration war die Rurik in dieser Hinsicht entwertet. Da jedoch in ihrem zukünftigen Einsatzgebiet, der Ostsee, deutscherseits auch nur veraltete Schiffe eingesetzt wurden, war sie dort ein sehr starker Gegner. Die alten deutschen Panzerkreuzer der Prinz-Adalbert- und Roon-Klasse, sowie die Linienschiffe der (alten) Kaiser- bzw. der Wittelsbach-Klasse liefen im Schnitt maximal 21 bzw. 18 Knoten und waren nur mit jeweils vier Geschützen der Kaliber 21 cm beziehungsweise 24 cm bewaffnet.

### Einsätze im Ersten Weltkrieg
Die Rurik war das Flaggschiff der Baltischen Flotte und an einer Anzahl von Kampfhandlungen einschließlich Minenlegeoperationen beteiligt. Schon am 27. August 1914 führte der Oberbefehlshaber der Baltischen Flotte, Admiral Nikolai Ottowitsch von Essen, die Panzerkreuzer Rurik und Pallada in die Ostsee, um dort Handelskrieg zu führen; obwohl das Unternehmen erfolglos blieb, war dieser Vorstoß für die Moral der russischen Marine wichtig, da er den Besatzungen signalisierte, dass sie nicht nur untätig in ihren Häfen bleiben mussten. Am 13. Februar 1915 lief die Rurik auf Grund, konnte aber abgebracht und repariert werden. Am 2. Juli 1915 stieß sie beim Gotland-Raid nachträglich zu den russischen Streitkräften, die die deutschen Schiffe auf deren Rückzug bekämpften. Dabei wurde die Rurik vom Kleinen Kreuzer Lübeck beschossen und achtmal getroffen, jedoch nur mäßig beschädigt. Zu ersten Meutereien an Bord des Schiffes kam es am 1. und 2. November 1915 im Hafen von Helsingfors, die aber von loyalen Kräften erstickt werden konnten. Am 19. November 1916 lief sie in der Nähe der Insel Hochland auf eine der 16 dort vom deutschen U-Boot UC 27 am 28. Oktober gelegte Minen und wurde am Vorsteven schwer beschädigt, jedoch wurden die Schäden innerhalb von zwei Monaten repariert. Im April 1918 nahm sie am Eismarsch der Baltischen Flotte von Helsingfors nach Kronstadt teil.

### Verbleib
Nach Kriegsende wurde die Rurik zunächst als Hulk genutzt und im November 1923 zum Verschrotten verkauft.

## Technische Beschreibung

### Rumpf
Der Rumpf der Rurik, unterteilt in wasserdichte Abteilungen, war über alles 161,3 Meter lang, 22,9 Meter breit und hatte bei einer Einsatzverdrängung von 17.205 Tonnen einen Tiefgang von 8,7 Metern.

### Antrieb
Der Antrieb erfolgte durch 28 Belleville-Kessel und zwei stehende dreizylindrige Verbunddampfmaschinen mit dreifacher Dampfdehnung, mit denen eine Gesamtleistung von 20.580 PS (15.137 kW) erreicht wurde. Diese gaben ihre Leistung an zwei Wellen mit je einer Schraube ab. Die Höchstgeschwindigkeit betrug 21,43 Knoten (40 km/h) und die maximale Fahrstrecke 4.000 Seemeilen (7.408 km) bei 10 Knoten, wofür 1.920 Tonnen Kohle und 210 Tonnen Schweröl gebunkert werden können sollten. Die Fundamente der Maschinen waren anfangs zu schwach gebaut, so dass es zu schweren Havarien kam. Deshalb mussten die Probefahrten im Sommer 1907 für längere Zeit unterbrochen werden, um entsprechende Reparaturen und Verstärkungen vorzunehmen.

### Besatzung
Die Besatzung hatte eine Stärke von 943 Mann.

### Bewaffnung

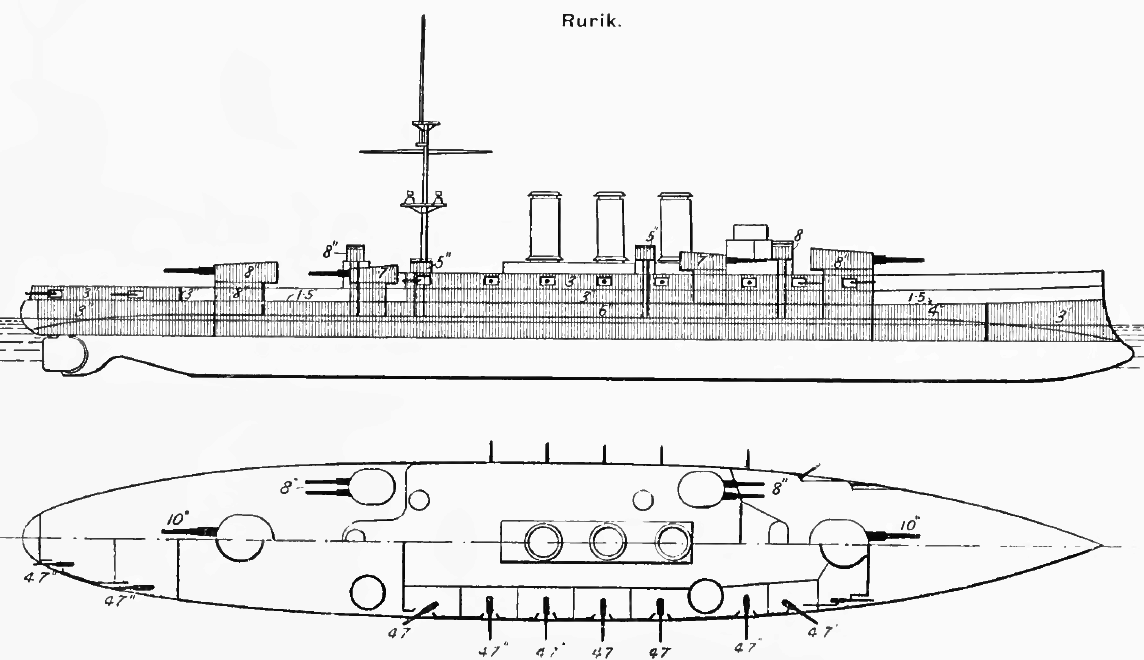
Aufstellung der Bewaffnung

#### Schwere Artillerie
Die schwere Artilleriebewaffnung bestand aus vier 25,4-cm-Seezielgeschützen mit Kaliberlänge 50. Dieses 1908 eingeführten Geschütz hatte eine Feuerrate von zwei Schuss die Minute und konnte eine 225 Kilogramm schwere Granate bis zu 18,5 Kilometer weit schießen. Sie waren in zwei Zwillingstürmen, welche in Schiffsmittellinie einer vor dem Brückenaufbau und einer auf dem Achterschiff, untergebracht. Die Türme hatten eine Seitenrichtgeschwindigkeit von 2° pro Sekunde, eine Höhenrichtgeschwindigkeit von 2° pro Sekunde und einen Höhenrichtbereich von −5° bis +35°. Des Weiteren waren acht 20,3-cm-Seezielgeschütze in Kaliberlänge 50 vorhanden. Diese waren in vier Zwillingstürmen je zwei auf einer Schiffsseite untergebracht.

#### Leichte Artillerie
Die leichte Artilleriebewaffnung bestand aus zwanzig 12-cm-Geschützen mit Kaliberlänge 50 und vier Hotchkiss-4,7-cm-Geschützen, die sich in Kasematten über das Schiff verteilten.

#### Sonstiges
Des Weiteren wurden acht Maschinengewehre und zwei Torpedorohre mit einem Kaliber von 45,7 cm mitgeführt.